# Минуццо, Джулиана
Джулиа́на Кена́ль-Мину́ццо (итал. Giuliana Chenal-Minuzzo; 26 ноября 1931, Маростика — 11 ноября 2020) — итальянская горнолыжница, выступавшая в слаломе, гигантском слаломе и скоростном спуске. Представляла сборную Италии по горнолыжному спорту в 1949—1963 годах, обладательница двух бронзовых медалей зимних Олимпийских игр, трёхкратный бронзовый призёр чемпионатов мира, девятикратная чемпионка итальянского национального первенства.

## Биография
Джулиана Минуццо родилась 26 ноября 1931 года в коммуне Маростика провинции Виченца, Венеция. Детство провела в автономной области Валле-д’Аоста.
Впервые заявила о себе в 1949 году, став третьей на чемпионате Италии в зачёте скоростного спуска. В том же году вошла в состав итальянской национальной сборной и одержала две победы на женских международных соревнованиях Femina Cup, обойдя всех соперниц в скоростном спуске и слаломе. В течение двух последующих лет вошла в элиту мирового горнолыжного спорта, добавив в послужной список ещё несколько наград и титулов. В 1951 году впервые победила на чемпионате Италии, став лучшей в программе гигантского слалома.
Благодаря череде удачных выступлений удостоилась права защищать честь страны на зимних Олимпийских играх 1952 года в Осло — заняла восьмое место в слаломе, закрыла двадцатку сильнейших гигантского слалома, тогда как в скоростном спуске финишировала третьей и тем самым завоевала бронзовую олимпийскую медаль, пропустив вперёд только австрийку Труде Байзер и немку Аннемари Бухнер. Таким образом, Минуццо стала первой итальянской спортсменкой, сумевшей выиграть медаль на зимней Олимпиаде.
Находясь в числе лидеров горнолыжной команды Италии, Джулиана Минуццо благополучно прошла отбор на домашние Олимпийские игры 1956 года в Кортина-д’Ампеццо, причём на церемонии открытия ей довелось произнести олимпийскую клятву (это был первый раз в истории олимпийского движения, когда клятву произносила женщина). Тем не менее, на сей раз попасть в число призёров ей не удалось, она показала четвёртый результат в слаломе и скоростном спуске, в то время как в гигантском слаломе финишировала тринадцатой. При всём при том, Минуццо взяла бронзу в комбинации, хотя эта дисциплина тогда не входила в программу Олимпийских игр и пошла только в зачёт чемпионата мира.
В 1960 году отправилась представлять страну на Олимпийских играх в Скво-Вэлли. По сумме двух попыток в слаломе закрыла десятку сильнейших. В гигантском слаломе выиграла бронзовую медаль, уступив швейцарке Ивонн Рюэгг и американке Пенни Питу.
Впоследствии оставалась действующей спортсменкой вплоть до 1963 года, всё это время оставалась в составе итальянской национальной сборной и продолжала принимать участие в крупнейших международных соревнованиях. За свою долгую спортивную карьеру в общей сложности 16 раз поднималась на подиум чемпионатов Италии, в том числе девять раз была победительницей: четырежды в слаломе, дважды в гигантском слаломе и трижды в скоростном спуске.
После завершения спортивной карьеры Джулиана Кеналь-Минуццо открыла магазин спортивных товаров в горнолыжном курорте Брёй-Червиния, который работал до 2011 года. Принимала участие в церемонии открытия Олимпийских игр 2006 года в Турине, держала флаг в то время как горнолыжник Джорджо Рокка произносил олимпийскую клятву.
Скончалась 11 ноября 2020 года.